# Procitheronia
Procitheronia é um gênero de mariposa pertencente à família Bombycidae.